# チョコレートプラネットの東京遊泳
『チョコレートプラネットの東京遊泳』（チョコレートプラネットのとうきょうゆうえい）は2019年10月1日から2024年3月30日まで文化放送で放送されていたトーク番組である。

## 番組概要
お笑いコンビ・チョコレートプラネットの冠番組。2019年秋の改編で同時間帯に『相席スタートの密会Midnight』（木曜深夜）の放送開始が発表され、『ミキの深夜でんぱ!』（火曜深夜）、『和牛のモーモーラジオ』（水曜深夜）と吉本興業所属のお笑いコンビによるラジオ番組が横並びする編成となった。
2020年秋の改編で、『深夜でんぱ!』・『モーモーラジオ』と共に金曜深夜に移動して3番組を連続放送するゾーン編成としたが、当番組だけ放送時間が15分に短縮された。
番組ハッシュタグは『#チョコプラ東京遊泳』。東京遊泳がチョコレートプラネットのラジオと認識しないことを嘆いて設定された。
2021年3月19日から1ヶ月限定でレンティオがスポンサーについていた。
2023年3月23日の放送で「来週で最終回」と発表し、翌週の3月30日で放送を終了。なお、同時に『モーモーラジオ』も同日で放送終了（パーソナリティを務める和牛のコンビ解消を受けた事に伴う）したため、『深夜でんぱ!』だけが2024年春の改編後も引き続き放送している。

## コーナー
おちんぽ模写もしゃ
自分の摩羅の模写をおくるコーナー
とびっこトーク
番組で共演しているHey! Say! JUMPの話をするコーナー。
坂◯忍の徹底討論
リスナーの身の回りで起きた小さな事件や周りにいる迷惑な人、やってほしい企画、悩み相談について討論していくコーナー。
このおしぼりどうすんの
新幹線のグリーン車で貰えるおしぼりのいい使い方を募集するコーナー。
17歳の駿へ。
1999年を生きる17歳の松尾に未来ではこういうことが起きるぞといったメッセージを送るコーナー。
長田庄平さんを探しています
2000～2004年に修学旅行先の京都で陶芸体験をしたリスナー、当時、陶芸の講師をしていた長田と写真を撮ったリスナーを探すコーナー。
パロディAV紹介
リスナーが見つけたパロディAVのタイトルを募集するコーナー。
頭おかしいんか!!
リスナーから｢頭おかしいんか!!｣と思ったエピソードを募集するコーナー。

このほか、地方スーパーの曲や珍曲のリクエストも募集している。

## エピソード
- 初回放送で「ネットニュースになるようなこと」として、松尾が2019年9月の月収を発表したところ[9]、後日実際にネットニュースとなった[10][11]。